# Applus+ IDIADA Volar-e
Applus+ IDIADA Volar-e – elektryczny hipersamochód wyprodukowany przez hiszpańskie przedsiębiorstwo Applus+ IDIADA w 2013 roku.

## Historia i opis modelu
W lutym 2013 podczas wydarzenia Circuit de Catalunya w hiszpańskiej Barcelonie lokalne przedsiębiorstwo projektowo-inżynieryjne Applus+ IDIADA przedstawiło demonstrakcyjny projekt powstały we współpracy z chorwackim przedsiębiorstwem Rimac Automobili, tworząc własną inerpretację modelu Rimac Concept One. 
Zarówno partnerstwo z Rimac Automobili, jak i dofinansowanie ze środków Komisji Europejskiej w ramach programu promującego rozwój elektromobilności sfinalizowanego we wrześniu 2012, pozwoliło na opracowanie Volar-e w krótkim czasie obejmującym 4 miesiące.
W pełni elektryczny supersamochód zachował podobne proporcje względem chorwackiego odpowiednika, posiadając zarazem własny projekt detali nadwozia z charakterystycznie ukształtowanymi reflektorami i nisko osadzonym pasem przednim.

### Sprzedaż
Volar-e zostało zbudowane przez Applus+ IDIADA jako demonstracyjny projekt nie przeznaczony do komercyjnej sprzedaży ani seryjnej produkcji. Jedyny egzemplarz, jaki powstał, zaprezentowany został podczas prezentacji w lutym 2013. Brak doprecyzowania, że samochód nie jest autorskim projektem, lecz jedynie zmodyfikowanym Rimac Concept One był przedmiotem krytyki i kontrowersji.

### Dane techniczne
Volar-e w całości zapożyczyło układ napędowy od chorwackiego producenta supersamochodów, Rimac Automobili, zyskując elektryczny silnik i baterie z modelu Concept One. Rozwijając 1088 KM mocy i 1000 Nm maksymalnego momentu obrotowego, prędkość maksymalna wynosi 300 km/h, a sprint od 0 do 100 km/h zajmuje 3,5 sekundy. Bateria charakteryzuje się pojemnością 38 kWh, za to konstruktorzy Applus+ IDIADA pozyskali niższą o 180 kilogramów masę całkowitą w stosunku do chorwackiego odpowiednika.